# Huerniopsis decipiens
Huerniopsis decipiens är en oleanderväxtart som beskrevs av Nicholas Edward Brown. Huerniopsis decipiens ingår i släktet Huerniopsis och familjen oleanderväxter. Inga underarter finns listade i Catalogue of Life.